# Dipólová anténa
Dipólová anténa je základní typ antény pro příjem a vysílání rádiových vln. Dipólovou anténu vynalezl německý fyzik Heinrich Hertz kolem 1886 při svých průkopnických experimentech s rádiovými vlnami. Slovo dipól pochází z řečtiny a znamená dvojí osa. Dipólová anténa se skládá obvykle ze dvou symetrických ramen a symetrického vedení pro přenos energie. Dipól je symetrická anténa, protože proudy tekoucí oběma rameny mají stejnou amplitudu a opačnou fázi. Dipólová anténa je nejjednodušší praktická anténa z teoretického hlediska. Vlastnosti dipólu závisí na poměru délky dipólu a vlnové délky. Nejčastěji se používá dipól s délkou rovné polovině vlnové délky, tak zvaný půlvlnný dipól. Dipólové antény se obvykle nepoužívají samostatně kvůli nízkému zisku, malé směrovosti a malé šířce pásma, bývají však základem složitějších antén (např. typu Yagi) nebo anténních systémů.

## Typy dipólových antén
- Jednoduchý dipól (a)
- Skládaný dipól (b)

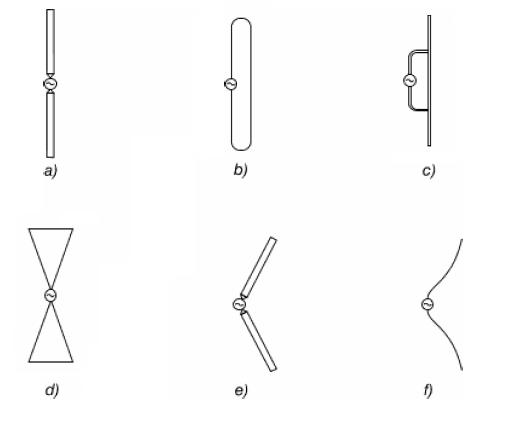
Typy dipólových antén

- Jednoduchý dipól napájený odbočkou (c)
- Širokopásmový dipól (d)
- Zalomený dipól (e)
- Optimalizovaný dipól (f)

## Výhody
- jednoduchá konstrukce
- nízké výrobní náklady
- může sloužit jako konstrukční prvek pro větší antény (např. typu Yagi) nebo velké anténní systémy

## Nevýhody
- malá šířka pásma (může být také výhodou)
- malý zisk